# جيمس س. هولاند (مهندس معماري)
جيمس س. هولاند (بالإنجليزية: James C. Holland)‏ هو مهندس معماري أمريكي، (و. 1853 – 1919 م).
- مهندس معماري أمريكي عمل في ولاية كانساس.
- صمم العديد من المباني العامة، بما في ذلك المحاكم والمباني الحكومية.

- ساهم في تطوير الطراز المعماري في الغرب الأوسط الأمريكي خلال تلك الفترة.